# Dorfkirche Groß Laasch

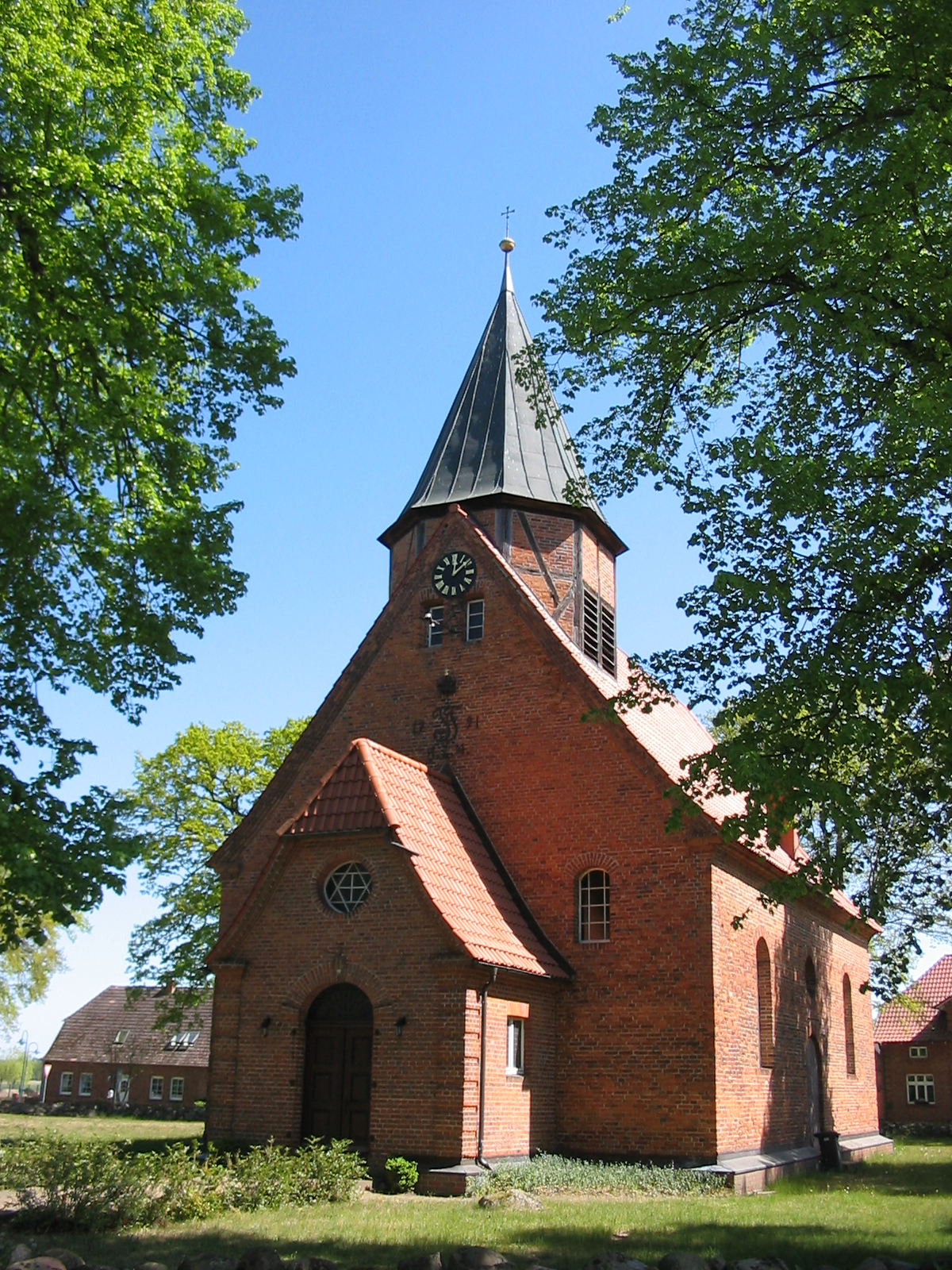
Dorfkirche Groß Laasch

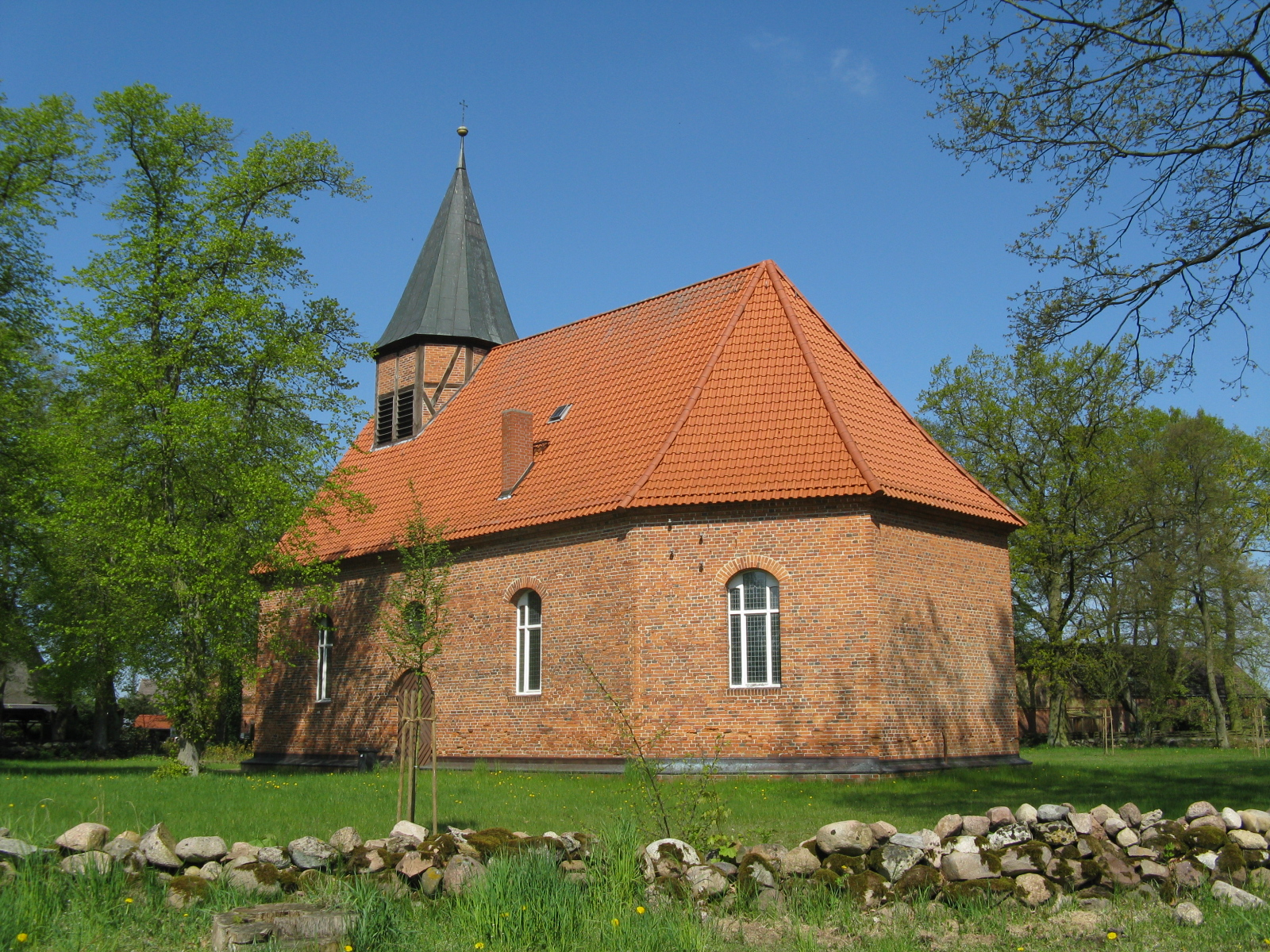
Ansicht von Südosten mit den Kirchhof umgebender Trockenmauer

Die Dorfkirche Groß Laasch ist die Kirche der evangelisch-lutherischen Kirchengemeinde Groß Laasch im Landkreis Ludwigslust-Parchim. Die Gemeinde gehört zur Propstei Parchim im Kirchenkreis Mecklenburg der Evangelisch-Lutherischen Kirche in Norddeutschland (Nordkirche).

## Geschichte
Laasch, früher auch Laceke oder Lazeke wurde bereits während der Amtszeit des Bischofs Gottschalk 1229 bis 1235 in einer Bestätigungsurkunde des Bischofs Konrad von Ratzeburg über das Archidiakonat Eldena als Kirchdorf genannt. In Wirtschaftsurkunden von 1335/44 wird es als „Sandpfarre“, also mit geringem Einkommen, genannt. 1369 wurde der Pfarrer von Groß Laasch vom Probst Heinrich Kolbow angehalten, gegen Holzdiebereien mit kirchlichen Strafen vorzugehen. Filialkirchen von Groß Laasch waren laut einem Visitationsprotokoll von 1534 die Kirchen in Karstädt und Klenow. Von 1523 bis 1541 war Jochim Voss der Inhaber des Kirchenlehens, das ihm von Heinrich V. übergeben wurde. Die Stellung der Kirche Klenow, später Ludwigslust, als Tochterkirche von Groß Laasch endete 1776.

## Baubeschreibung und Ausstattung
Die Kirche von Groß Laasch wurde 1791 als einschiffiger, dreiseitig geschlossener Backsteinbau errichtet, nachdem der Vorgängerbau, eine Feldsteinkirche, baufällig geworden war. Über dem Westgiebel wurde ein achtseitiger Fachwerkturm aufgesetzt. Die Glocke trägt die Inschrift Kommt, denn es ist alles bereit.
Die Kirche ist innen mit einer Balkendecke versehen, an der Westseite befindet sich eine Empore mit einer Orgel des Orgelbauers Friedrich Friese III aus dem Jahr 1885. Die Prospektpfeifen wurden 1928 durch den Orgelbauer Marcus Runge (Schwerin) als Ersatz für die 1917 abgegebenen Pfeifen eingebaut. Die ursprünglich vorhandene Octave 2′ wurde durch eine Aeoline 8′ ersetzt. Das Schleifladen-Instrument hat 6 Register auf einem Manualwerk (C-c3: Principal 8′, Gedackt 8′, Flöte 8′, Gamba 8′, Octave 4′, Aeoline 8′). Das Pedal (C–c1) ist angehängt.
Zur Inneneinrichtung gehören ein schlichter, hölzerner Kanzelaltar und ein schmiedeeisernes Taufgestell, gefertigt vom Ludwigsluster Hufschmied Niems. Altar und Taufgestell wurden in der Zeit des Kirchenbaus hergestellt. Das Taufgestell trägt eine Taufschale aus Messing von 1576. Eine Reiterfigur des Heiligen Georg ist aus der Vorgängerkirche erhalten.
Das Kirchengebäude sowie die den Kirchhof umgebende Trockenmauer befinden sich auf der Baudenkmalliste des Landkreises.